# Dani López Menéndez
Daniel López Menéndez (Oviedo, 7 de octubre de 1983), conocido como Dani López, es un 
exfutbolista español. Jugaba como Lateral izquierdo.

## Trayectoria
Dani López militó nueve temporadas en las categorías inferiores del Real Oviedo hasta que, en la temporada 2003-04, por los problemas económicos del club, se fue al Real Avilés Industrial C. F. de Segunda División B. En la temporada 2004-05 tuvo que descender una categoría y militar en el Oviedo A. C. F., en la Tercera División, donde destacó, lo que le llevaría en la temporada 2005-06 al Club Marino de Luanco, de nuevo en Segunda B. En dicha temporada, Dani participó en 37 partidos, perdiéndose sólo uno de ellos por sanción.
En las temporadas 2006-07 y 2007-08 formó parte de la plantilla del primer equipo de la U. D. Salamanca en Segunda División. Durante estas dos temporadas actuó en 72 encuentros con la camiseta charra, participando en 69 partidos como titular. El 2 de julio de 2008 fue fichado por la U. D. Las Palmas, también de la categoría de plata, firmando un contrato para las siguientes dos temporadas. 
Tras finalizar sus dos años de contrato en Las Palmas, el 16 de julio de 2010 se anunció su fichaje por el C. D. Numancia de Soria para las siguientes dos temporadas. Sin embargo, el Numancia le rescinde la temporada que le quedaba de contrato y es aquí cuando ficha por el Deportivo Alavés para la campaña 2011/12. El 16 de septiembre de 2012 es fichado por el Iraklis F. C., conjunto que milita en la Segunda División de Grecia, hasta el 30 de junio de 2013.
El 9 de julio de 2013 vuelve a España para sumarse al proyecto del Real Avilés para intentar llevar al conjunto blanquiazul a LaLiga. Dani firma un contrato por 2 temporadas. Tras el fracaso deportivo del club que conllevó a su descenso a Tercera División, en julio de 2015 ficha por el Club Marino de Luanco.[actualizar]

## Clubes y estadísticas
- Actualizado el 2 de septiembre de 2015.

| Club                         | Año    | División   | Part. | Goles |
| ---------------------------- | ------ | ---------- | ----- | ----- |
| Real Avilés Industrial C. F. | España | 2003-2004  | -     | -     |
| Oviedo A. C. F.              | España | 2004-2005  | -     | -     |
| Club Marino de Luanco        | España | 2005-2006  | 37    | 0     |
| U. D. Salamanca              | España | 2006-2007  | 35    | 0     |
| U. D. Salamanca              | España | 2007-2008  | 37    | 0     |
| U. D. Las Palmas             | España | 2008-2009  | 39    | 0     |
| U. D. Las Palmas             | España | 2009-2010  | 16    | 0     |
| C. D. Numancia de Soria      | España | 2010-2011  | 22    | 0     |
| Deportivo Alavés             | España | 2011-2012  | 24    | 1     |
| Iraklis F. C.                | Grecia | 2012-2013  | 38    | -     |
| Real Avilés C.F.             | España | 2013-2015  | 73    | 3     |
| Club Marino de Luanco        | España | 2015-2016  |       |       |
| U. P. Langreo                | España | 2016-[2019 |       |       |